# Distaplia galatheae
Distaplia galatheae is een zakpijpensoort uit de familie van de Holozoidae. De wetenschappelijke naam van de soort is voor het eerst geldig gepubliceerd in 1959 door Millar.